# 四谷真佑
四谷 真佑（よつや しんすけ、2000年2月11日 - ）は、日本のアイドル、歌手、ゲーム実況者。男性アイドルグループ・OCTPATHのメンバー。
神奈川県出身。吉本興業所属。

## 来歴
演劇の専門学校に通って演技を学び、2020年には第33回ジュノン・スーパーボーイ・コンテストにエントリーする。
2021年4月8日からGYAO!及びTBS系列で放送・配信されたサバイバルオーディション番組『PRODUCE 101 JAPAN SEASON2』に参加。第2回発表で脱落し、最終順位は22位だった。
11月18日、同番組の元練習生8名で結成する吉本興業の男性アイドルグループ・OCTPATHのメンバーとして公表される。
2023年7月、映像配信サービス・Mildomに「OCTPATH 四谷真佑チャンネル」を開設し、元プロゲーマーとしてゲーム実況の配信を開始した。2024年6月にはYouTubeチャンネル「よつばのゲーム広場」を開設し、『スプラトゥーン』の実況プレイ動画などを配信している。

## 人物
- メンバーカラーは黄緑[8]。
- 趣味は歌、作詞・作曲。特技は抹茶アイスをたくさん食べること[9]。
- 憧れの人物は両親[10]、チョ・ユリ[11]。
- グループではまとめ役としてMCを担当するとともに、「森の妖精」「マイナスイオン」などと自称している[10]。

## 出演

### テレビドラマ
- 土曜はナニする!? 「イケドラ」（2023年11月4日 - 25日、関西テレビ制作・フジテレビ）[12]
- 私の知らない私 第9話・最終話（2025年3月6日・20日、読売テレビ・日本テレビ） - 西島湊人 役[13]

### バラエティ番組
- ぽかぽか（2023年1月17日 - 、フジテレビ） - 火曜日隔週レギュラー[14]

### 映画
- カメの甲羅はあばら骨（2022年10月28日公開、イオンエンターテイメント / アスミック・エース） - ワシ崎ワシ也 役（声の出演）[15]